# Giro di Danimarca 2015
Il Giro di Danimarca 2015, venticinquesima edizione della corsa, si svolse in sei tappe dal 4 all'8 agosto 2015 per un percorso totale di 883,6 km, con partenza da Struer e arrivo a Frederiksberg. La competizione era valida come evento dell'UCI Europe Tour 2015 di classe 2.HC. Fu vinto dal danese Christopher Juul Jensen della Tinkoff-Saxo.

## Tappe
| Tappa  | Data     | Percorso                 | km    | Vincitore di tappa   | Leader cl. generale     |
| ------ | -------- | ------------------------ | ----- | -------------------- | ----------------------- |
| 1ª     | 4 agosto | Struer > Holsterbro      | 180   | Lars Boom            | Lars Boom               |
| 2ª     | 5 agosto | Ringkøbing > Aarhus      | 235   | Edvald Boasson Hagen | Lars Boom               |
| 3ª     | 6 agosto | Vejle > Vejle            | 185   | Matti Breschel       | Lars Bak                |
| 4ª     | 7 agosto | Slagelse > Frederiksværk | 115   | Matti Breschel       | Lars Bak                |
| 5ª     | 7 agosto | Helsingør (cron. ind.)   | 13,6  | Mads Würtz Schmidt   | Christopher Juul Jensen |
| 6ª     | 8 agosto | Hillerød > Frederiksberg | 155   | Michael Mørkøv       | Christopher Juul Jensen |
| Totale | Totale   | Totale                   | 883,6 |                      |                         |

## Squadre e corridori partecipanti
All'edizione 2015 della competizione hanno preso parte diciotto squadre, composte al massimo da 8 corridori. Dei 144 partenti da Struer, 117 corridori tagliarono il traguardo conclusivo di  Frederiksberg.
| N.    | Cod. | Squadra                     |
| ----- | ---- | --------------------------- |
| 1-8   | TCS  | Tinkoff-Saxo                |
| 11-18 | LTS  | Lotto-Soudal                |
| 21-28 | AST  | Astana Pro Team             |
| 31-38 | SKY  | Team Sky                    |
| 41-48 | EUC  | Team Europcar               |
| 51-58 | WGG  | Wanty-Groupe Gobert         |
| 61-68 | MTN  | MTN-Qhubeka                 |
| 71-78 | BAR  | Bardiani-CSF                |
| 81-88 | TSV  | Topsport Vlaanderen-Baloise |

| N.      | Cod. | Squadra                     |
| ------- | ---- | --------------------------- |
| 91-98   | TNN  | Team Novo Nordisk           |
| 101-108 | BOA  | Bora-Argon 18               |
| 111-118 | ROP  | Roompot Oranje Peloton      |
| 121-128 | CLT  | Cult Energy Pro Cycling     |
| 131-138 | TBW  | Team TreFor-Blue Water      |
| 141-148 | TCQ  | Team ColoQuick              |
| 151-158 | ABB  | Team Almeborg-Bornholm      |
| 161-168 | RIW  | Riwal-Platform Cycling Team |
| 171-178 | DEN  | Selezione nazionale danese  |

## Dettagli delle tappe

### 1ª tappa
- 4 agosto: Ringkøbing > Holsterbro – 180 km

Risultati
| Pos. | Corridore         | Squadra      | Tempo    |
| ---- | ----------------- | ------------ | -------- |
| 1    | Lars Boom         | Astana       | 3h44'07" |
| 2    | Lars Bak          | Lotto-Soudal | a 2"     |
| 3    | A. Kragh Andersen | TreFor       | s.t.     |

| Pos. | Corridore         | Squadra      | Tempo    |
| ---- | ----------------- | ------------ | -------- |
| 1    | Lars Boom         | Astana       | 3h44'07" |
| 2    | Lars Bak          | Lotto-Soudal | a 2"     |
| 3    | A. Kragh Andersen | TreFor       | s.t.     |

### 2ª tappa
- 5 agosto: Ringkøbing > Aarhus – 235 km

Risultati
| Pos. | Corridore         | Squadra     | Tempo    |
| ---- | ----------------- | ----------- | -------- |
| 1    | E. Boasson Hagen  | MTN-Qhubeka | 5h31'29" |
| 2    | Kristian Sbaragli | MTN-Qhubeka | s.t.     |
| 3    | S. Kragh Andersen | TreFor      | s.t.     |

| Pos. | Corridore         | Squadra      | Tempo    |
| ---- | ----------------- | ------------ | -------- |
| 1    | Lars Boom         | Astana       | 9h15'23" |
| 2    | Lars Bak          | Lotto-Soudal | a 9"     |
| 3    | A. Kragh Andersen | TreFor       | a 11"    |

### 3ª tappa
- 6 agosto: Vejle > Vejle – 185 km

Risultati
| Pos. | Corridore         | Squadra      | Tempo    |
| ---- | ----------------- | ------------ | -------- |
| 1    | Matti Breschel    | Tinkoff-Saxo | 4h36'35" |
| 2    | Rasmus Guldhammer | Cult Energy  | a 1"     |
| 3    | A. Kamp Egested   | ColoQuick    | s.t.     |

| Pos. | Corridore       | Squadra      | Tempo     |
| ---- | --------------- | ------------ | --------- |
| 1    | Lars Bak        | Lotto-Soudal | 13h52'07" |
| 2    | Marco Marcato   | Wanty        | a 3"      |
| 3    | Ch. Juul Jensen | Tinkoff-Saxo | a 12"     |

### 4ª tappa
- 7 agosto: Slagelse > Frederiksværk – 115 km

Risultati
| Pos. | Corridore           | Squadra      | Tempo    |
| ---- | ------------------- | ------------ | -------- |
| 1    | Matti Breschel      | Tinkoff-Saxo | 2h23'57" |
| 2    | E. Boasson Hagen    | MTN-Qhubeka  | s.t.     |
| 3    | Magnus Cort Nielsen | Danmark      | s.t.     |

| Pos. | Corridore       | Squadra      | Tempo     |
| ---- | --------------- | ------------ | --------- |
| 1    | Lars Bak        | Lotto-Soudal | 16h16'04" |
| 2    | Marco Marcato   | Wanty        | a 3"      |
| 3    | Ch. Juul Jensen | Tinkoff-Saxo | a 12"     |

### 5ª tappa
- 7 agosto: Helsingør – Cronometro individuale – 13,6 km

Risultati
| Pos. | Corridore          | Squadra      | Tempo  |
| ---- | ------------------ | ------------ | ------ |
| 1    | Mads Würtz Schmidt | ColoQuick    | 15'45" |
| 2    | Ch. Juul Jensen    | Tinkoff-Saxo | a 15"  |
| 3    | S. Kragh Andersen  | Trefor       | s.t.   |

| Pos. | Corridore       | Squadra      | Tempo     |
| ---- | --------------- | ------------ | --------- |
| 1    | Ch. Juul Jensen | Tinkoff-Saxo | 16h32'16" |
| 2    | Lars Bak        | Lotto-Soudal | a 45"     |
| 3    | Marco Marcato   | Wanty        | a 53"     |

### 6ª tappa
- 8 agosto: Hillerød > Frederiksberg – 150 km

Risultati
| Pos. | Corridore        | Squadra      | Tempo    |
| ---- | ---------------- | ------------ | -------- |
| 1    | Michael Mørkøv   | Tinkoff-Saxo | 3h09'59" |
| 2    | Matti Breschel   | Tinkoff-Saxo | s.t.     |
| 3    | E. Boasson Hagen | MTN-Qhubeka  | s.t.     |

| Pos. | Corridore       | Squadra      | Tempo     |
| ---- | --------------- | ------------ | --------- |
| 1    | Ch. Juul Jensen | Tinkoff-Saxo | 19h42'19" |
| 2    | Lars Bak        | Lotto-Soudal | a 45"     |
| 3    | Marco Marcato   | Wanty        | a 49"     |